# 甲子園V
甲子園 (ゲーム) > 甲子園V
甲子園V（こうしえん5）は、1997年5月16日に魔法から発売されたプレイステーション用ソフト。魔法が開発の高校野球ゲーム甲子園シリーズの第5作である。
2011年3月25日にゲームアーカイブス（GA）として配信開始（配信元はガンホー・オンライン・エンターテイメント）。

## 概要
- ストーリーモードは地方大会を勝ち抜いて、甲子園に出場し、春夏連覇を達成する。
- 対戦モードは、自分のメモリーカードに保存された自分の高校を使うことが出来る。
- 学校選択画面に出てくる高校はすべて実在の名前を反転したものであるが、セレクトボタンを押すと元の校名になる。

## 操作方法
- 対戦で、自分が出来るのは打撃と投球の二つ。守備は、コンピュータが行う。
- □ボタンでウエストボール打ち、△ボタンでヒットエンドラン打ち、×ボタンは長打打ち、○ボタンでバントとなっている。十字キーで選手を動かすことも出来る。

## 選べる高校
- はじめに、北海道、東北、関東、中部、近畿、中国、四国、九州の9つの地方の中から一つを選択。選んだ地方の中の今度は都道府県を選択。そして、多く存在する高校の中から一つを選択すればストーリーモードのスタートとなる。対戦モードでもこのようなやり方もする。

## ストーリーモード
- 自分が選んだ高校を甲子園に出場させ、春夏連覇を目指す。
- 毎月最初に、練習試合をする対戦校を選ぶことが出来る。もちろん、練習試合をしないを選んでも構わない。
- 練習中に選手の疲労が溜まる。溜まりすぎると、ケガをしやすくなる。
- 練習のほかに、ユニフォーム、背番号、名前、音声をエディットすることが出来る。

## 評価
- 自分で守備ができないため、思ったより試合に苦戦することがある。そのため、少々難易度は高めになっている。
- 自分で好きなフォームを作成することも可能。発想次第で何でも作れるので、非常に自由度が高い。
- 自分で設定した名前をウグイス嬢に読み上げてもらうことも可能。